# Architettura giacobiana

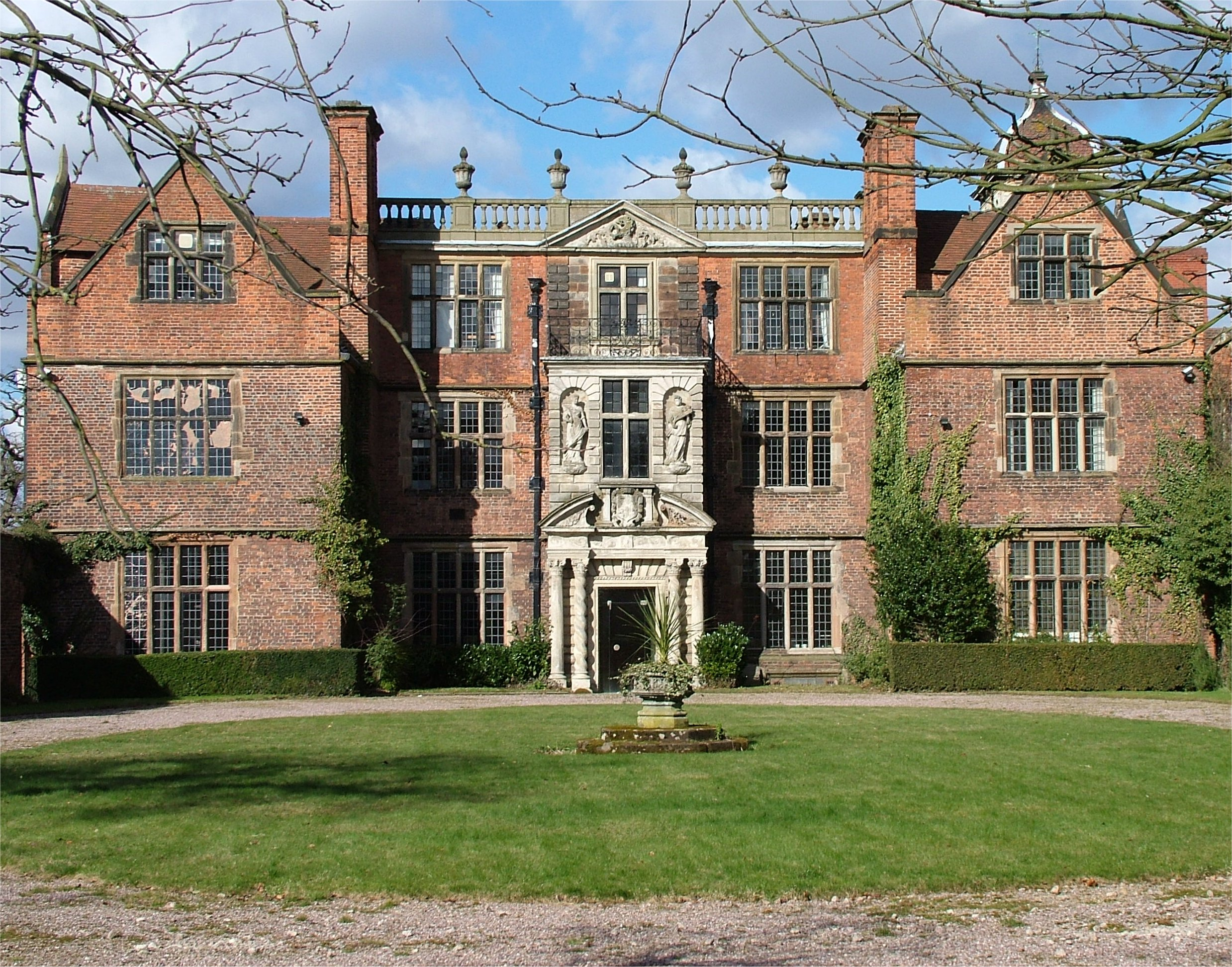
Castle Bromwich Hall

L'architettura giacobiana è la seconda fase dell'architettura rinascimentale in Inghilterra, venuta dopo l'architettura elisabettiana. Prende il nome dal re Giacomo I d'Inghilterra.

## Caratteristiche
Il regno di Giacomo VI di Scozia (o Giacomo I d'Inghilterra) vede la prima decisa adozione dei motivi rinascimentali. Nonostante rimangano le linee generali dello stile elisabettiano, si ha un'applicazione più consistente ed uniforme, sia in piano, sia in altezza. Vengono abbondantemente usati colonne e pilastri, archi a tutto sesto e tetti piatti con parapetti traforati. A questi elementi classici si aggiungono bugnature prismatiche, dettagli ornamentali sotto forma di cartigli e le losanghe tipiche dello stile elisabettiano.

## Storia ed esempi

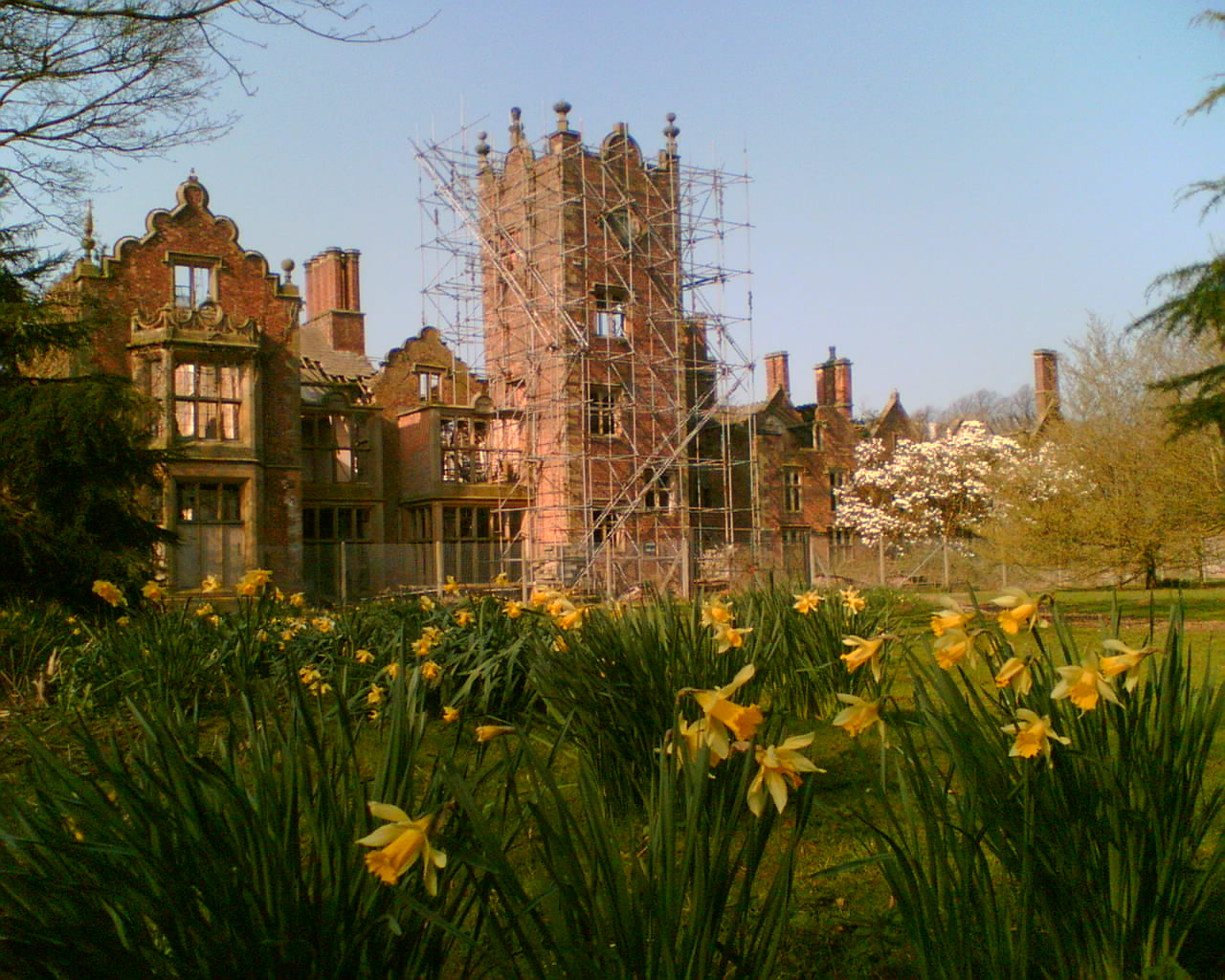
Bank Hall, Bretherton

Già nelle costruzioni realizzate durante il regno di Elisabetta I d'Inghilterra si trovano elementi classici, tratti principalmente dal libro The First and Chief Grounds of Architecture di John Shute, pubblicato nel 1563.
Alcuni esempi di edifici realizzati in questo stile sono Bramshill House, Hatfield House, Aston Hall, Knole House, Holland House, Plas Teg, Bank Hall, Castle Bromwich Hall e Lilford Hall.
Nonostante il termine sia usato soprattutto per indicare il tipo di architettura prevalente in Inghilterra durante il primo quarto del diciassettesimo secolo, i peculiari dettagli decadenti si ritrovano già vent'anni prima a Wollaton Hall.